# Strategic Arms Limitation Talks

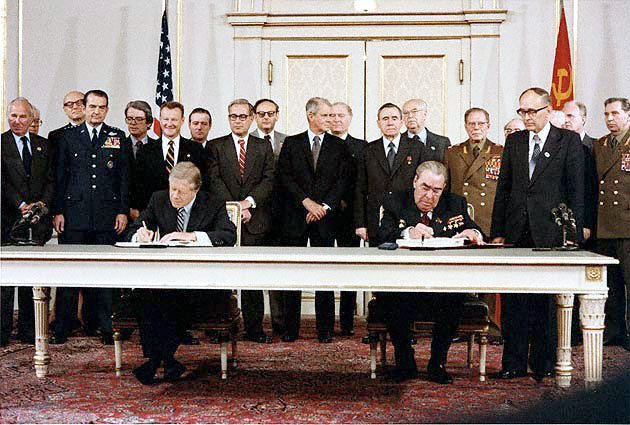
Semnarea SALT II

Strategic Arms Limitation Talks/Treaty se referă la două runde de Tratative asupra reducerii armamentelor strategice (negocieri) bilaterale și tratate internaționale între Uniunea Sovietică și Statele Unite, superputerile din Războiul Rece, pe tema dezarmării. Au fost două runde: SALT I și SALT II. 
Mai târziu, SALT II a devenit START (Strategic Arms Reduction Talks/Treaty), pentru a marca trecerea de la intenția de limitare la cea de reducere.
În aprilie 2007, cu prilejul discursului său anual în Parlament, Președintele Rusiei Vladimir Putin a declarat că Rusia ar putea suspenda obligațiile ce-i revin din tratatul privind forțele convenționale în Europa, până când țările NATO nu vor ratifica acest document. 